# John Exter
John Exter (17 septembre 1910 - 28 février 2006) est un économiste et banquier américain. En tant qu'économiste, il siège au conseil des gouverneurs de la Réserve fédérale des États-Unis. Il est aussi conseiller pour la création de banques centrales en Asie. On lui doit la pyramide d'Exter.

## Biographie
John Exter est né le 17 septembre 1910. Il complète une formation au College of Wooster de 1928 à 1932, puis suit ensuite une formation de niveau universitaire au Fletcher School of Law & Diplomacy. En 1939, il commence des études doctorales en économie à l'université Harvard, où il s'intéresse aux causes de la Grande Dépression. 
Après des études au Massachusetts Institute of Technology pendant la Seconde Guerre mondiale, Exter est nommé conseiller économique du conseil des gouverneurs de la Réserve fédérale des États-Unis. En 1948, il conseille d'abord le Secrétaire aux finances des Philippines, puis le ministre des finances du Ceylan (aujourd'hui, le Sri Lanka) sur la création d'une banque centrale,. 
De 1950 à 1953, Exter est le gouverneur de la naissante Banque centrale du Sri Lanka, dont il a supervisé la fondation. En 1953, il est nommé chef de division pour le Moyen-Orient de la Banque internationale pour la reconstruction et le développement. En 1954, la Federal Reserve Bank of New York le nomme vice-président responsable des opérations internationales de banque et des métaux précieux. 
Exter quitte la Fed de New York en 1959 pour joindre la First National City Bank (qui était la deuxième plus grande banque au monde par la taille de ses actifs) en tant que vice-président. L'année suivante, il est nommé vice-président senior. En tant que conseiller international sur la monnaie de la division International Banking Group, il a été responsable des relations avec les banques et gouvernements étrangers. En 1972, il prend sa retraite et devient consultant.

Une adaptation contemporaine de la pyramide d'Exter

Exter est connu pour sa pyramide, appelée « pyramide d'Exter », « pyramide doré d'Exter », « pyramide inversée d'Exter » ou « pyramide des liquidités d'Exter », qui ordonne les catégories de biens selon une échelle de risque et de valeur financière. Selon ce schéma, l'or constitue le bien le plus sûr et forme le socle de la pyramide sur laquelle s'appuient les autres catégories de biens. La valeur financière et le risque financier des biens est grosso modo proportionnelle à l'aire des différentes paliers de la pyramide. Lors de la publication de sa pyramide, Exter a placé la dette du tiers monde au sommet ; au début du XXIe siècle, les produits dérivés financiers occuperaient cette position peu enviable.
Exter est membre du Council on Foreign Relations, du Committee for Monetary Research & Education, de la Mont Pelerin Society et des Pilgrims of the United States.
Exter et sa femme Marion ont quatre enfants.